# Краљевина Француска
Краљевина Француска (фр. Royaume de France) је била монархија у западној Европи током средњег и новог века, претходник данашње Француске Републике. Била је једна од најмоћнијих држава у Европи, велика сила од позног средњег века и Стогодишњег рата. Такође је била рана колонијална сила, са значајним поседима у Северној Америци.
Француска је настала од Западне Франачке, западног дела Каролиншког царства насталог поделом по Верденском споразуму (843). Огранак каролиншке династије је наставио да влада све до 987. године, када је Иго Капе изабран за краља и успоставио династију Капета. Територија је остала позната под именом Франачка (Francia), а њен владар као краљ Франака (rex Francorum) све до развијеног средњег века. Први краљ који је себе називао краљем Француске (roi de France) био је Филип II Август 1190. Француском су наставили да владају Капети и њихове бочне линије Валое и Бурбони све до збацивања монархије 1792. током Француске револуције.
Француска је у средњем веку била децентрализована, феудална држава. У Бретањи и Каталонији (данас део Шпаније) ауторитет француског краља се једва осећао. Лорена и Прованса биле су део Светог римског царства и не још део Француске. На почетку су краљеве Западне Франачке бирали световни и црквени великодостојници, али су редовна крунисања најстаријег сина владајућег краља за живота његовог оца успоставили принцип мушке примогенитуре, који је кодификован Салијским закоником. Током позног средњег века, краљеви Енглеске су истицали захтеве за француским престолом, што је довело до низа сукоба познатих као Стогодишњи рат (1337—1453). Након тога Француска је настојала да прошири свој утицај у Италији, али је поражена од Шпаније у потоњим Италијанским ратовима (1494—1559).
Француска је почетком новог века била све више централизована, француски језик је почео да потискује из службене употребе друге језике, а монарх је проширио своју апсолутну власт, иако у административном систему (стари поредак) усложеним историјским и регионалним неједнакостима у опорезивању, законодавној, судској и црквеној подели и локалним прерогативима. Француска је постала верски подељена између католичке већине и Хугенота, протестантске мањине. Након низа грађанских ратова (1562—1598), Нантским едиктом је хугенотима загарантована толеранција. Француска је истакла захтеве за великим областима Северне Америке, заједнички познате као Нова Француска. Ратови са Великом Британијом су довели до губитка већине ових територија 1763. Француски интервенција у Америчком рату за независност је осигурала независност нових САД.
Краљевина Француска је усвојила писани устав 1791, али је годину дана касније укинута и замењена Првом француском републиком. Краљевину су 1814. обновиле друге велике силе и трајала је — осим сто дана 1815 — до Француске револуције 1848. године.

## Историја

### Позадина
Године 481, Хлодовек I уједињује део франачких племена и оснива Франачку државу на територији данашње Француске. Највећи владар те државе је био Карло Велики, који је умро 814. године, а његови наследници нису успели делотворно да владају државом. Целом хаосу су се придружили и напади Викинга. Године 843. је склопљен Верденски споразум те је Франачка подељена на три дела, а један од тих делова је била и Западна Франачка. Становници Западне Франачке су се и даље називали Францима, иако се већина њих ускоро помешала с домаћим становништвом. Настао је нови народ: Французи. 
Године 987. је престала власт краљева Западне Франачке, те је убрзо настала Краљевина Француска. За првог краља је 987. изабран Иго Капет. Монархија је трајала преко 900 година.

### Развијени средњи век (1000−1250)
Ига су убрзо наследили његови потомци из династије Капет, али нису успели да делотворно владају земљом. Високи племићи су заузимали многе територије, а краљ у то доба није имао апсолутну власт. 
Незгодна ситуација се створила у 11. веку кад је тадашњи војвода од Нормандије Вилијам I освојио Енглеску (он је био и задњи кому је то успело), те је постао енглески краљ. Он је још увек имао и титулу војводе од Нормандије, те је имао посед у Француској. Француском краљу се није одговарала Вилијамова моћ, а такођер и што Енглеска (држава против које су често ратовали касније) има посед у њиховој земљи.
Хенри , тадашњи краљ Енглеске, је наследио војводство Нормандију и грофовију Анжу, те се оженио за Елеонору Аквитанску која је имала бројне поседе на југу Француске. Постао је најмоћнији феудалац у Француској, што га је довело у сукоб с француским краљем. Након што су три Елеонорина сина повела побуну против њега, она га је чак и подржала, због чега ју је Хенри бацио у затвор. Затим је учинио војводу од Бретање својим вазалом и завладао западном Француском већом моћи него што је владао краљ Луј VII целом државом. Ипак, касније је краљ Јован без Земље у ратовима с Француском изгубио већину поседа, а након Битке код Бувина Енглези су владали само југозападним војводством Гиењ, делом данашње Аквитаније.

### Касни средњи век (1250−1492)
Смрт Шарла IV, француског краља, довела је невоље у краљевину. Наиме, његовом смрћу изумрла је главна линија династије Капет, а према закону његова кћер није могла да наследи престоље. Два човека су хтела да дођу на трон: енглески краљ Едвард III, његов унук по мајци, и његов нећак Филип. Због тога је покренут рат познат као Стогодишњи рат, који је трајао од 1337. године па све до 1453. године. У почетку је Енглеска побеђивала Француску, као што је то био случај у Бици за Поатје, те је 1360. склопљен Мир у Бретињију на штету Француске. Енглеска је тада владала добрим делом Француске. Међутим, ускоро је Француска ипак почела побеђивати Енглеску. Рат је трајао дуго и био је исцрпљујући за обе земље.